# Lijst van voetbalinterlands Kirgizië - Pakistan
Deze lijst van voetbalinterlands is een overzicht van alle officiële voetbalwedstrijden tussen de nationale teams van Kirgizië en Pakistan. De landen hebben tot op heden vier keer tegen elkaar gespeeld. De eerste ontmoeting, een kwalificatiewedstrijd voor het Wereldkampioenschap voetbal 2006, werd gespeeld in Karachi op 29 november 2003. Het laatste duel, een kwalificatiewedstrijd voor de AFC Challenge Cup 2014, vond plaats op 19 maart 2013 in Bisjkek.

## Wedstrijden
| № | Plaats  | Datum            | Competitie                          | Wedstrijd           | Uitslag |
| - | ------- | ---------------- | ----------------------------------- | ------------------- | ------- |
| 1 | Karachi | 29 november 2003 | WK 2006 kwalificatie                | Pakistan – Kirgizië | 0 – 2   |
| 2 | Bisjkek | 3 december 2003  | WK 2006 kwalificatie                | Kirgizië – Pakistan | 4 – 0   |
| 3 | Dhaka   | 2 april 2006     | AFC Challenge Cup 2006              | Kirgizië – Pakistan | 0 – 1   |
| 4 | Bisjkek | 19 maart 2013    | AFC Challenge Cup 2014 kwalificatie | Kirgizië – Pakistan | 1 – 0   |

## Samenvatting
| Competitie                     | Totaal gespeeld | Winst Kirgizië | Gelijk | Winst Pakistan | Doelsaldo Kirgizië – Pakistan |
| ------------------------------ | --------------- | -------------- | ------ | -------------- | ----------------------------- |
| WK-kwalificatie                | 2               | 2              | 0      | 0              | 6 − 0                         |
| AFC Challenge Cup              | 1               | 0              | 0      | 1              | 0 − 1                         |
| AFC Challenge Cup-kwalificatie | 1               | 1              | 0      | 0              | 1 − 0                         |
| Totaal                         | 4               | 3              | 0      | 1              | 7 − 1                         |

KFU · 
A-internationals · 
Bondscoaches · 
Statistieken · 
Kirgizisch vrouwenelftal · 
Kirgizië U21 · 
Kirgizië U20 · 
Kirgizië U19 · 
Kirgizië U18 · 
Kirgizië U17
1990 – 1999 · 
2000 – 2009 · 
2010 – 2019 ·
2020 − 2029
1992 · 
1993 · 
1994 · 
1995 · 
1996 · 
1997 · 
1998 · 
1999 · 
2000 · 
2001 · 
2002 · 
2003 · 
2004 · 
2005 · 
2006 · 
2007 · 
2008 · 
2009 · 
2010 · 
2011 · 
2012 · 
2013 ·
2014 ·
2015 ·
2016 ·
2017 ·
2018 ·
2019 ·
2020 ·
2021 ·
2022 ·
2023 ·
2024
Afghanistan ·
Australië ·
Azerbeidzjan ·
Bahrein ·
Bangladesh ·
Cambodja ·
China ·
Estland ·
Filipijnen · 
India ·
Indonesië ·
Irak ·
Iran ·
Japan ·
Jemen ·
Jordanië ·
Kazachstan ·
Koeweit ·
Libanon ·
Macau ·
Malediven ·
Maleisië ·
Moldavië ·
Mongolië ·
Myanmar ·
Nepal ·
Noord-Korea ·
Oezbekistan ·
Oman ·
Pakistan ·
Palestina ·
Qatar ·
Rusland ·
Saoedi-Arabië ·
Singapore ·
Sri Lanka ·
Syrië ·
Tadzjikistan ·
Taiwan ·
Thailand ·
Turkmenistan ·
Verenigde Arabische Emiraten ·
Wit-Rusland ·
Zuid-Korea
PFF · A-Internationals · Olympisch elftal · Pakistaans vrouwenelftal
1950 – 1959 · 
1960 – 1969 · 
1970 – 1979 · 
1980 – 1989 · 
1990 – 1999 · 
2000 – 2009 · 
2010 – 2019 ·
2020 − 2029
Afghanistan ·
Bahrein ·
Bangladesh ·
Bhutan ·
Brunei ·
Cambodja ·
China ·
Djibouti ·
Filipijnen ·
Guam ·
India ·
Indonesië ·
Irak ·
Iran ·
Israël ·
Japan ·
Jemen ·
Jordanië ·
Kazachstan ·
Kenia ·
Kirgizië ·
Koeweit ·
Libanon ·
Macau ·
Malediven ·
Maleisië ·
Mauritius ·
Myanmar ·
Nepal ·
Noord-Korea ·
Oman ·
Palestina ·
Qatar ·
Saoedi-Arabië ·
Singapore ·
Sri Lanka ·
Syrië ·
Tadzjikistan ·
Taiwan ·
Thailand ·
Turkije ·
Turkmenistan ·
Verenigde Arabische Emiraten ·
Zuid-Korea ·
Zuid-Vietnam